# 아쿠아리아 KLCC
아쿠아리아 KLCC(Aquaria KLCC)는 말레이시아 쿠알라룸푸르에 있는 수족관이다. KLCC는 쿠알라룸푸르 시티 센터(Kuala Lumpur City Centre)의 머리 글자를 딴 것으로 그 이름 그대로 쿠알라룸푸르 중심부에 위치한다. 아쿠아리아 KLCC는 2003년에 건설을 시작하여 2005년에 완성, 같은 해 8월에 개관했다.